# Andal (cráter)
Andar es un cráter de impacto en Mercurio. Tiene un diámetro de 108 kilómetros. Su nombre fue adoptado por la Unión Astronómica Internacional en 1976 en honor a la escritora tamil Andal, que vivió en el siglo X.